# Pyknidium

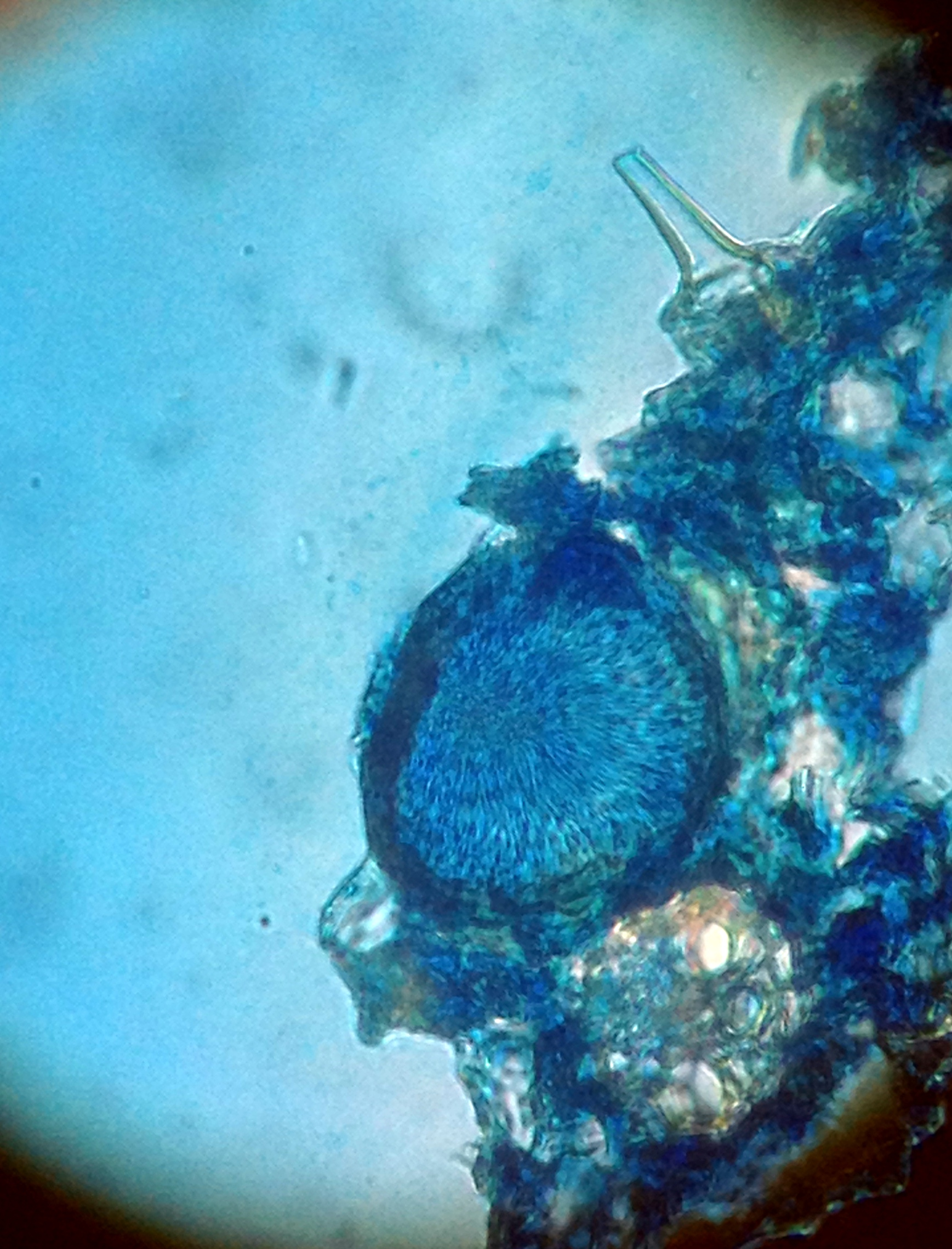
Pyknidium

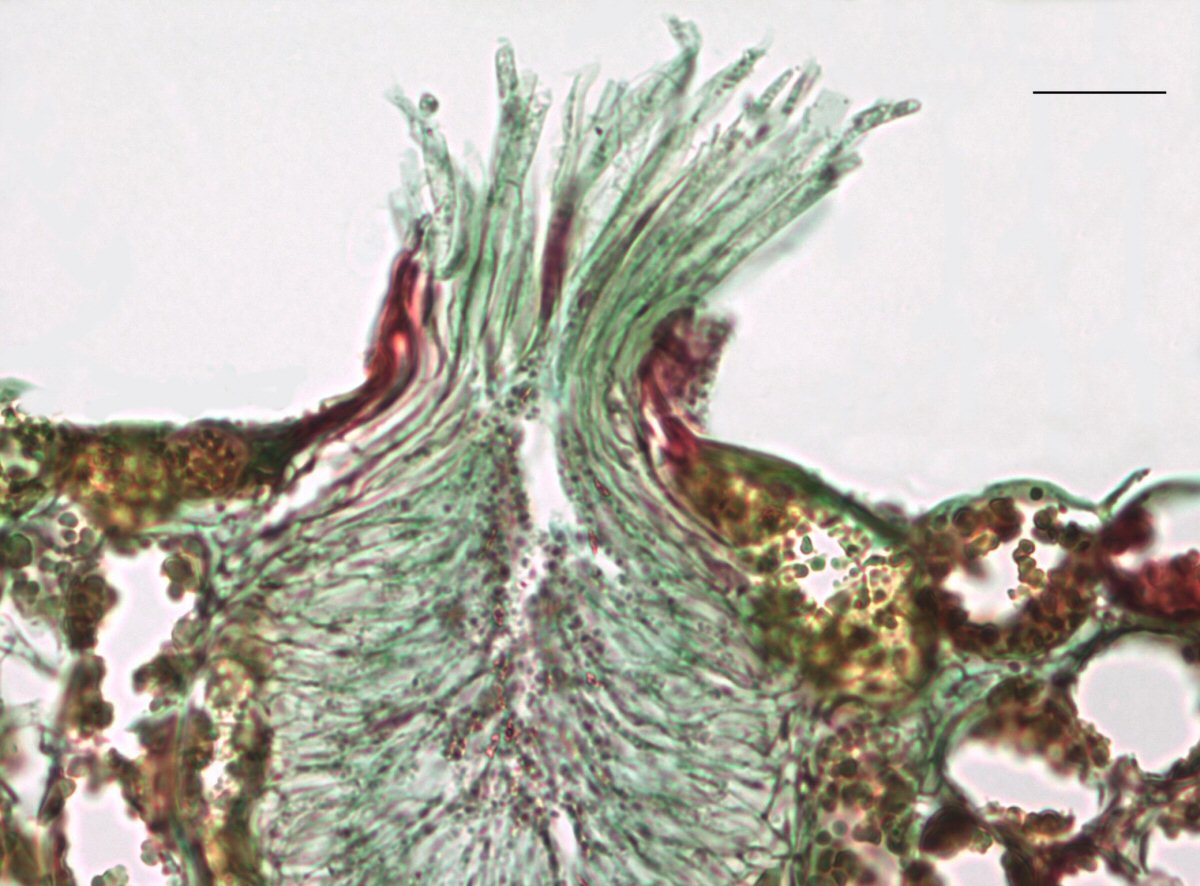
Fotografia mikroskopowa spermogonium rdzy zbożowej

Pyknidium, lub piknidium (łac. picnidium, picnidia) – forma zarodnikowania konidialnego, występująca u grzybów. Jest to jednokomorowa niewielka struktura z ujściem na szczycie. Pyknidia mają kulisty lub wydłużony kształt, powstają w nich w wyniku rozmnażania bezpłciowego zarodniki zwane pykniosporami. Pyknidia czasami nazywane są również pykniami. Na powierzchni plechy widoczne są jako zazwyczaj ciemne kropeczki lub brodawki z otworkiem na szczycie.
Pyknidia występują m.in. u grzybów pasożytniczych. Wyrastają na powierzchni zaatakowanej przez grzyba rośliny lub wewnątrz jego tkanek. Czasami zebrane są w złożone twory zwane podkładkami. U niektórych gatunków wewnątrz pyknidiów oprócz zarodników znajduje się także substancja o własnościach higroskopijnych. Przy odpowiedniej wilgotności powietrza substancja pęcznieje i przez otworek w postaci wstęg wynosi konidia na zewnątrz, umożliwiając ich rozsiewanie. Pyknidia występują również u niektórych porostów.
Specyficznego rodzaju pyknidia wytwarzane są przez niektóre gatunki grzybów, np. z rzędu rdzowców (Pucciniales). Są to tzw. spermogonia. Powstające w nich spermacja są haploidalne, dwóch rodzajów (+ i –). Struktury te nie służą jednak bezpośredniej propagacji grzyba. Powstające wewnątrz spermogoniów komórki mają charakter płciowy. Dzięki nim, w cyklu rozwojowym rdzawnikowych rozpocznie faza jąder sprzężonych, typowa dla podstawczaków.
Pyknidium to jeden z rodzajów konidiomów. Pozostałe to: koremium, pionnot, acerwulus, kupula, pyknotyrium, sporodochium, konidioma stromatyczna, sklerocjum.